# Toloxaton
Toloxaton är en substans av typen monoaminoxidashämmare och är ett så kallat antidepressivt läkemedel.
På grund av toloxatons ofördelaktiga biverkningsprofil har bruket av SNRI och SSRI helt tagit över behandlingarna, varav substansen inte längre tillhandahålls i Sverige för förskrivning.